# Élections législatives de 2007 en Lot-et-Garonne
Les élections législatives françaises de 2007 se déroulent les 10 et 17 juin 2007. Dans le département de Lot-et-Garonne, trois députés sont à élire dans le cadre de trois circonscriptions.

## Élus
| Circonscription | Député sortant        | Parti | Parti | Député élu ou réélu   | Parti | Parti |
| --------------- | --------------------- | ----- | ----- | --------------------- | ----- | ----- |
| 1re             | Jean Dionis du Séjour |       | UDF   | Jean Dionis du Séjour |       | NC    |
| 2e              | Michel Diefenbacher   |       | UMP   | Michel Diefenbacher   |       | UMP   |
| 3e              | Alain Merly           |       | UMP   | Jérôme Cahuzac        |       | PS    |

## Résultats

### Résultats à l'échelle du département
| Parti                                              | Parti                                | Premier tour | Premier tour | Second tour | Second tour | Sièges |
| Parti                                              | Parti                                | Voix         | %            | Voix        | %           | Sièges |
| -------------------------------------------------- | ------------------------------------ | ------------ | ------------ | ----------- | ----------- | ------ |
|                                                    | Union pour un mouvement populaire    | 43 912       | 28,61        | 53 138      | 33,97       | 1      |
|                                                    | Nouveau centre                       | 24 843       | 16,19        | 28 945      | 18,51       | 1      |
|                                                    | Mouvement pour la France             | 2 123        | 1,38         |             |             | 0      |
|                                                    | Divers droite                        | 1 515        | 0,99         | 0           |             |        |
|                                                    | Majorité présidentielle              | 72 393       | 47,17        | 82 083      | 52,48       | 2      |
|                                                    |                                      |              |              |             |             |        |
|                                                    | Parti socialiste                     | 49 209       | 32,07        | 74 329      | 47,52       | 1      |
|                                                    | Parti communiste français            | 7 593        | 4,95         |             |             | 0      |
|                                                    | Les Verts                            | 3 609        | 2,35         | 0           |             |        |
|                                                    | Gauche parlementaire                 | 60 411       | 39,36        | 74 329      | 47,52       | 1      |
|                                                    |                                      |              |              |             |             |        |
|                                                    | Front national                       | 7 303        | 4,76         |             |             | 0      |
|                                                    | Extrême gauche dont LCR et LO        | 5 483        | 3,57         | 0           |             |        |
|                                                    | Divers écologiste dont LT-LNÉ et MÉI | 1 456        | 0,95         | 0           |             |        |
|                                                    | Divers                               | 3 259        | 2,12         | 0           |             |        |
|                                                    | Chasse, pêche, nature et traditions  | 3 161        | 2,06         | 0           |             |        |
|                                                    |                                      |              |              |             |             |        |
| Inscrits                                           | Inscrits                             | 239 480      | 100,00       | 239 638     | 100,00      | 3      |
| Abstentions                                        | Abstentions                          | 82 136       | 34,3         | 77 213      | 32,22       |        |
| Votants                                            | Votants                              | 157 344      | 65,7         | 162 425     | 67,78       |        |
| Blancs et nuls                                     | Blancs et nuls                       | 3 878        | 2,46         | 6 013       | 3,7         |        |
| Exprimés                                           | Exprimés                             | 153 466      | 97,54        | 156 412     | 96,3        |        |
| Source : Ministère de l'Intérieur - Lot-et-Garonne |                                      |              |              |             |             |        |

### Résultats par circonscription

#### Première circonscription (Agen - Nérac)
| Candidat       | Candidat                            | Parti          | Premier tour | Premier tour | Second tour | Second tour |  |
| Candidat       | Candidat                            | Parti          | Voix         | %            | Voix        | %           |  |
| -------------- | ----------------------------------- | -------------- | ------------ | ------------ | ----------- | ----------- |  |
|                | Jean Dionis du Séjour sortant réélu | NC             | 24 843       | 45,97        | 28 945      | 53,57       |  |
|                | Christian Dezalos                   | PS             | 16 326       | 30,21        | 25 085      | 46,43       |  |
|                | Richard Sanchis                     | FN             | 2 976        | 5,51         |             |             |  |
|                | André Mazière                       | PCF            | 2 441        | 4,52         |             |             |  |
|                | Rose-Marie Schmitt                  | Les Verts      | 2 199        | 4,07         |             |             |  |
|                | Bruno Imhaus                        | LCR            | 1 435        | 2,66         |             |             |  |
|                | Édouard Delorme                     | MPF            | 959          | 1,77         |             |             |  |
|                | Dominique Lapaillerie               | CPNT           | 944          | 1,75         |             |             |  |
|                | Jean-Louis Delestrac                | CNIP           | 930          | 1,72         |             |             |  |
|                | Gabriel Carrère                     | Divers         | 558          | 1,03         |             |             |  |
|                | Jules Bambaggi                      | LO             | 434          | 0,8          |             |             |  |
|                |                                     |                |              |              |             |             |  |
| Inscrits       | Inscrits                            | Inscrits       | 85 911       | 100,00       | 85 919      | 100,00      |  |
| Abstentions    | Abstentions                         | Abstentions    | 30 458       | 35,45        | 29 837      | 34,73       |  |
| Votants        | Votants                             | Votants        | 55 453       | 64,55        | 56 082      | 65,27       |  |
| Blancs et nuls | Blancs et nuls                      | Blancs et nuls | 1 408        | 2,54         | 2 052       | 3,66        |  |
| Exprimés       | Exprimés                            | Exprimés       | 54 045       | 97,46        | 54 030      | 96,34       |  |

#### Deuxième circonscription (Marmande)
| Candidat       | Candidat                          | Parti          | Premier tour | Premier tour | Second tour | Second tour |  |
| Candidat       | Candidat                          | Parti          | Voix         | %            | Voix        | %           |  |
| -------------- | --------------------------------- | -------------- | ------------ | ------------ | ----------- | ----------- |  |
|                | Michel Diefenbacher sortant réélu | UMP            | 23 077       | 46,36        | 27 711      | 56,19       |  |
|                | Gérard Gouzes                     | PS             | 14 216       | 28,56        | 21 605      | 43,81       |  |
|                | Raymond Girardi                   | PCF            | 4 197        | 8,43         |             |             |  |
|                | Claudine Vauchot                  | FN             | 2 244        | 4,51         |             |             |  |
|                | Gérard Morel                      | LCR            | 1 385        | 2,78         |             |             |  |
|                | Céline Bardin                     | CPNT           | 1 367        | 2,75         |             |             |  |
|                | Christophe Petit                  | MÉI            | 778          | 1,56         |             |             |  |
|                | Benoit Mathevet                   | LT-LNÉ         | 678          | 1,36         |             |             |  |
|                | Sylvie de Rugy                    | MPF            | 559          | 1,12         |             |             |  |
|                | Françoise Célerier                | LO             | 493          | 0,99         |             |             |  |
|                | Janine Raymond                    | Divers         | 467          | 0,94         |             |             |  |
|                | Peire Boissière                   | Régionaliste   | 321          | 0,64         |             |             |  |
|                |                                   |                |              |              |             |             |  |
| Inscrits       | Inscrits                          | Inscrits       | 77 364       | 100,00       | 77 560      | 100,00      |  |
| Abstentions    | Abstentions                       | Abstentions    | 26 224       | 33,9         | 25 739      | 33,19       |  |
| Votants        | Votants                           | Votants        | 51 140       | 66,1         | 51 821      | 66,81       |  |
| Blancs et nuls | Blancs et nuls                    | Blancs et nuls | 1 358        | 2,66         | 2 505       | 4,83        |  |
| Exprimés       | Exprimés                          | Exprimés       | 49 782       | 97,34        | 49 316      | 95,17       |  |

#### Troisième circonscription (Villeneuve-sur-Lot)
| Candidat       | Candidat               | Parti          | Premier tour | Premier tour | Second tour | Second tour |  |
| Candidat       | Candidat               | Parti          | Voix         | %            | Voix        | %           |  |
| -------------- | ---------------------- | -------------- | ------------ | ------------ | ----------- | ----------- |  |
|                | Jean-Louis Bruguière   | UMP            | 20 835       | 41,97        | 25 427      | 47,92       |  |
|                | Jérôme Cahuzac élu     | PS             | 18 667       | 37,61        | 27 639      | 52,08       |  |
|                | Claudine Monnier       | FN             | 2 083        | 4,2          |             |             |  |
|                | Ignace Garay           | LCR            | 1 462        | 2,95         |             |             |  |
|                | Yvon Ventadoux         | Les Verts      | 1 410        | 2,84         |             |             |  |
|                | Anne Carpentier        | Divers         | 1 056        | 2,13         |             |             |  |
|                | Anne Colas             | PCF            | 955          | 1,92         |             |             |  |
|                | Muriel Hénocq          | CPNT           | 850          | 1,71         |             |             |  |
|                | Daniel Brochu          | MPF            | 605          | 1,22         |             |             |  |
|                | Louis Raymond          | Divers         | 599          | 1,21         |             |             |  |
|                | Pierre Girard-Hautbout | diss. UMP      | 585          | 1,18         |             |             |  |
|                | André Lancteau         | LO             | 274          | 0,55         |             |             |  |
|                | Daniel Garrigou        | AL             | 258          | 0,52         |             |             |  |
|                |                        |                |              |              |             |             |  |
| Inscrits       | Inscrits               | Inscrits       | 76 205       | 100,00       | 76 159      | 100,00      |  |
| Abstentions    | Abstentions            | Abstentions    | 25 454       | 33,4         | 21 637      | 28,41       |  |
| Votants        | Votants                | Votants        | 50 751       | 66,6         | 54 522      | 71,59       |  |
| Blancs et nuls | Blancs et nuls         | Blancs et nuls | 1 112        | 2,19         | 1 456       | 2,67        |  |
| Exprimés       | Exprimés               | Exprimés       | 49 639       | 97,81        | 53 066      | 97,33       |  |